# Asymilacja akcji
Asymilacja akcji (ang. stock assimilation) – połączenie akcji nowej emisji, oznaczanych jako PDA, ze wcześniejszymi "starymi" akcjami.
Po asymilacji wszystkie akcje, zarówno "stare" jak i "nowe" są traktowane jednolicie.